# Lennart Green
Pour les articles homonymes, voir Green.
Lennart Green, né le 25 décembre 1941, est un illusionniste suédois spécialisé dans la manipulation des cartes et le close-up.

## Biographie
Il a participé au congrès de la Fédération internationale des sociétés magiques (FISM) en 1988 à La Haye et y a été disqualifié parce que les juges ont cru, à tort, qu'il avait utilisé des complices dans son tour. Lors du congrès de la FISM à Lausanne, il a effectué le même tour, mais a insisté pour que les juges mélangent eux-mêmes les cartes pour prouver sa bonne foi. Il y a finalement obtenu le titre de champion du monde de sa catégorie.